# Gösta Pettersson
Gösta Artur Roland "Fåglum" Pettersson (født 23. november 1940) er en tidligere svensk cykelrytter.
Pettersson var aktiv cykelrytter i 1960'erne- og 70'erne. Han blev tildelt Svenska Dagbladets guldmedalje i 1967 sammen med de andre brødrene Fåglum: Sture, Erik og Tomas, for VM-sejren i 100 km holdløb i Heerlen, Holland. Han kørte som amatør til og med 1969, hvorpå han kørte resten af karrieren til 1974 som professionel.
Gösta Pettersson vandt Giro d'Italia i 1971 og kom på tredjepladsen i Tour de France i 1970. Han blev sammen med sine brødre verdensmester i holdkørsel tre gange (1967, 1968 og 1969) og vandt to medaljer ved Mexico City 1968. I 1968 blev han kåret som verdens bedste cykelrytter.
Han deltog i tre olympiske lege. Ved OL 1960 udgik han i det individuelle landevejsløb, mens han sammen med Owe Adamson, Gunnar Göransson og Osvald Johansson blev nummer fem i 100 km holdkørsel. Ved OL 1964 blev han nummer syv individuelt, og sammen med Sven Hamrin og hans brødre Erik og Sture Pettersson vandt han bronze i 100 km holdkørsel.
Ved OL 1968 vandt Gösta Pettersson bronze individuelt (danske Leif Mortensen vandt sølv), og på et rent brødrehold sammen med Erik, Sture og Tomas Pettersson vandt han sølv i 100 km holdkørsel. Ved dette OL deltog Gösta Pettersson også på bane, men måtte nøjes med en 17. plads i 4000 m forfølgelsesløb. I 4000 m holdforfølgelsesløb deltog brødrene Pettersson også, men skønt de vandt deres indledende heat mod Trinidad og Tobago, var deres tid ikke god nok til at kvalificere til kvartfinalen.